# アイム・ウィズ・ステューピッド
「アイム・ウィズ・ステューピッド」(I'm with Stupid)は、ペット・ショップ・ボーイズの楽曲。9枚目のスタジオ・アルバム『ファンダメンタル』から1枚目のシングルとして発売された。
ミュージック・ビデオはアレクサンドラ・パレスで撮影され、BBCの人気コメディ番組「リトル・ブリテン」の出演者でもあるデヴィッド・ウォリアムスとマット・ルーカスが出演している。
21曲目の全英シングルチャートTOP10入りを果たした。

## 収録曲
CDシングル
1. I'm with Stupid – 3:29
2. The Resurrectionist – 3:12

## チャート
| チャート (2006年)                        | 最高位 |
| ---------------------------------------- | ------ |
| オーストラリア (ARIA)                    | 23     |
| ベルギー (Ultratip Flanders)             | 4      |
| ベルギー (Ultratip Wallonia)             | 6      |
| デンマーク (Tracklisten)                 | 3      |
| ドイツ (GfK Entertainment charts)        | 29     |
| ギリシャ (IFPI)                          | 19     |
| アイルランド (IRMA)                      | 23     |
| オランダ (Single Top 100)                | 64     |
| ルーマニア (Romanian Top 100)            | 61     |
| スコットランド (Official Charts Company) | 9      |
| スロバキア (Rádio Top 100)               | 90     |
| スペイン (PROMUSICAE)                    | 5      |
| スウェーデン (Sverigetopplistan)         | 10     |
| スイス (Schweizer Hitparade)             | 38     |
| UK シングルス (OCC)                      | 8      |
| US Dance Club Songs (Billboard)          | 7      |